# Bell Telephone Company

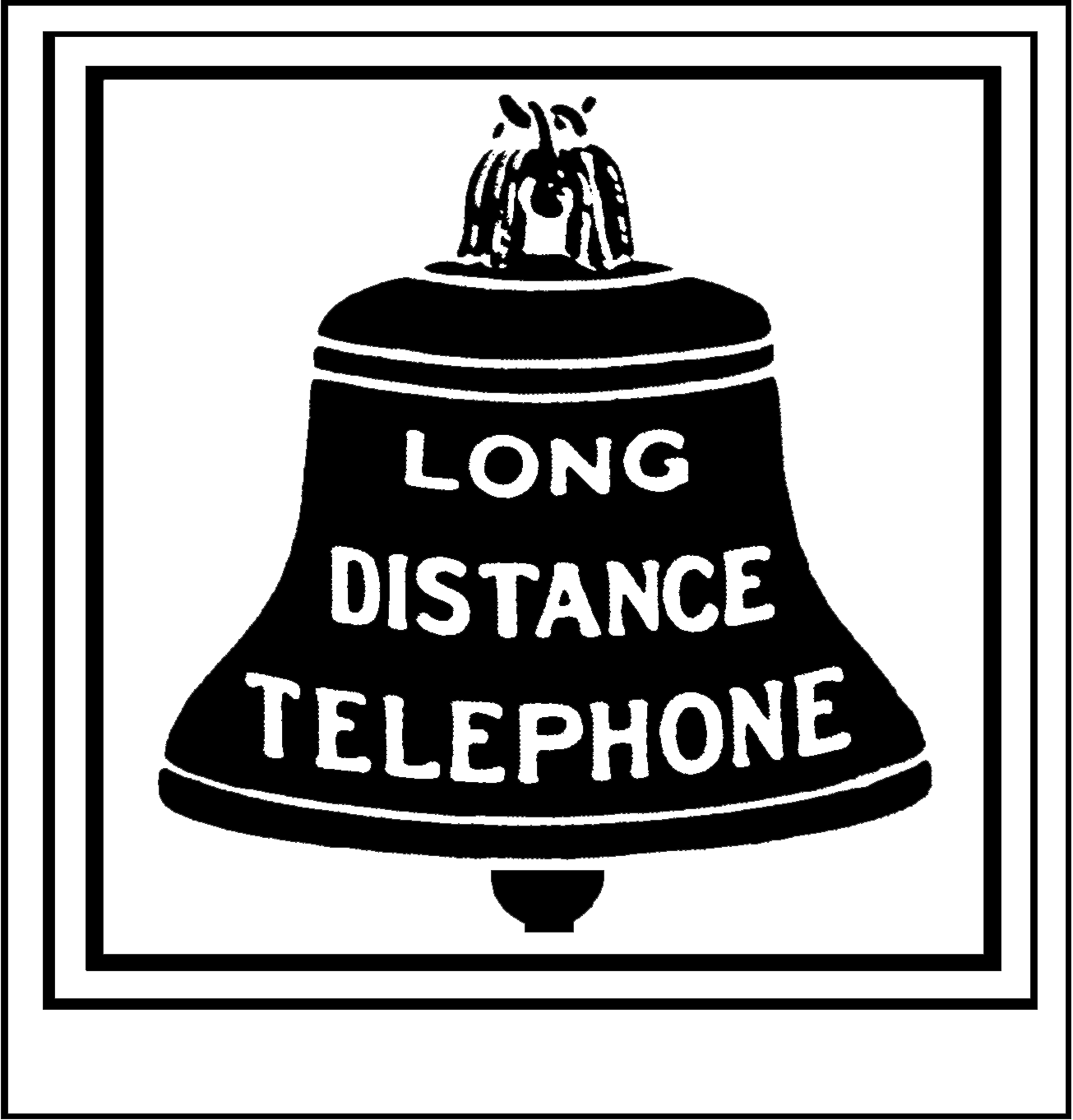
Logo Bell System - grupy powiązanych firm zapoczątkowanej przez Bell Telephone Company

Bell Telephone Company – amerykańskie przedsiębiorstwo telekomunikacyjne z siedzibą w Bostonie. Zostało założone 9 lipca 1877 roku jako spółka akcyjna (common law) przez teścia Alexandra Bella, Gardinera Hubbarda. Hubbard wraz z inwestorami z Massachusetts i Rhode Island pomagał także w organizacji siostrzanej firmy – New England Telephone and Telegraph Company. Bell Telephone zorganizowała pierwszą centralę telefoniczną w New Haven w stanie Connecticut. 

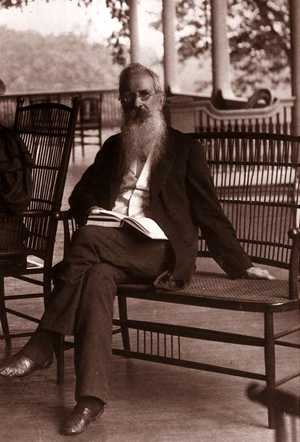
Gardiner Hubbard, pierwszy prezes Bell Telephone Company

W 1876 roku Alexander Bell otrzymał patent na urządzenie znane obecnie jako telefon. Wynalazek Bella pokonał w wyścigu o patent bardzo podobne urządzenie, dla którego wniosek patentowy został złożony tego samego dnia przez Elishę Graya, amerykańskiego inżyniera elektryka i wynalazcę. Kwestia, kto pierwszy wynalazł technologię telefoniczną, stała się przedmiotem wieloletnich sporów, m.in. z Western Union.
Oba siostrzane przedsiębiorstwa – Bell Telephone oraz New England Telephone and Telegraph – połączyły się w marcu 1879 pod nazwą National Bell Telephone Company, pod którą działały nieco ponad rok (marzec 1879 – kwiecień 1880) jako krótkie ogniwo w łańcuchu przekształceń Bell Telephone, która przechodziła wiele zmian w okresie 1878–1900. 

## National Bell Telephone Company
Kapitalizacja nowej spółki wynosiła 850 tys. USD (8,5 tys. akcji po 100 dolarów każda). Prezesem został William H.Forbes, a dyrektorem generalnym Theodore Newton Vail. W krótkiej historii firmy najważniejszym wydarzeniem było porozumienie w sprawie wzajemnych roszczeń patentowych, które nastąpiło, gdy National Bell Telephone Company wygrała przed Sądem Najwyższym USA 10 listopada 1879 roku batalię ze swoim głównym konkurentem – firmą Western Union. Istotą rozstrzygnięcia pomiędzy tymi dwoma firmami był podział ich obszarów działania biznesowego. Western Union dostała gwarancję, że National Bell nie będzie z nią konkurowała w zakresie usług telegraficznych i nie będzie kooperowała lub łączyła się z konkurentami Western Union w przyszłości. Natomiast National Bell dostała gwarancje, że Western Union nie będzie z nią konkurował na rynku usług telefonicznych. Ponadto National Bell zobowiązała się do odkupienia wszystkich akcji oraz urządzeń (m.in. 56 tys. aparatów telefonicznych) należących do American Speaking Telephone, spółki zależnej Western Union, operującej na amerykańskim rynku telefonicznym. Porozumienie było ważne do czasu wygaśnięcia dwóch podstawowych patentów.

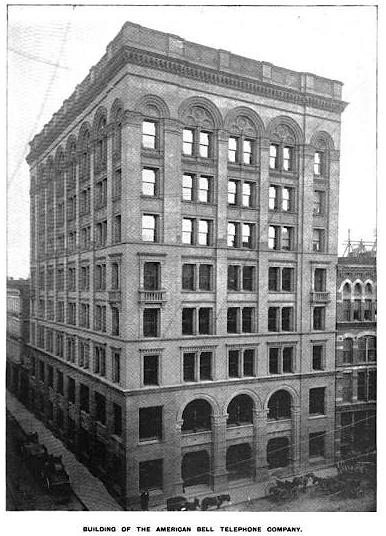
Siedziba American Bell Telephone Company w Bostonie (1892)

National Bell do dalszego rozwoju i ekspansji potrzebowała funduszy. Zabiegi o uzyskanie kredytu bankowego okazały się jednak bezskuteczne. Aby uzyskać potrzebny kapitał, zdecydowano o przekształceniu firmy. 17 kwietnia 1880 roku w miejsce National Bell Telephone Company założono American Bell Telephone Company, która z czasem dała początek American Telegraph & Telephone Company (AT&T). Kapitalizacja American Bell Telephone Company wynosiła 7,35 mln USD (73,5 tys. akcji po 100 dolarów każda).